# Leucothea pulchra
Espèce
Leucothea pulchra  est une espèce de cténophores appartenant à la famille des Leucotheidae.

## Habitat et répartition
Cette espèce est présente au nord-est de l'océan Pacifique, au large du Canada et des États-Unis à une profondeur située entre zéro et 200 mètres.

## Publication originale
- (en) George I. Matsumoto, « A new species of lobate ctenophore, Leucothea pulchra sp. nov., from the California Bight », Journal of Plankton Research, OUP, vol. 10, no 2,‎ mars 1988, p. 301–311 (ISSN 0142-7873 et 1464-3774, lire en ligne).